# 北聯幫
北聯幫，台灣無名的黑社會組織，性質屬於外省掛幫派，於1959年成立於台北市北投區，現今主要據點在台北市北投區與中山區，核心成員人數約300人，組織成員人數約有2,000人。北聯幫挾著昔日累積的金錢及搞賭聚財的資本，以放高利貸為主業，被人戲稱為「棺材幫」，意即連人的「棺材本」都要掏空吃盡。
北聯幫與四海幫向來保持友好與合作關係，源自於老幫主黃寶鏞擁有四海幫背景，而現今掌權幫主「平哥」王際平曾經在四海幫成立的中華四海同心協會擔任理事。

## 略史
1959年間，台北市北投區運動公園聚集青少年與外省子弟在此活動，並以北投區眷村婦聯三村為主等的七個眷村的軍人、青少年相互結盟，逐漸形成北聯幫。當時北投區是台北市色情業的主要據點，北聯幫除了從事暴力討債以外，與當地角頭合作吸取色情業的保護費為主要資金來源。
1970年代末期，因台北市政府修改對色情業的法律規範，北投觀光業隨著市府掃蕩風化區且廢除公娼而日漸衰微，使得北聯幫轉往台北市中山區發展酒店等生意。
1990年代，北聯幫老幫主黃寶鏞因案走避海外後，交接給幫內元老「茄子」周佛伽管理。代理幫主「茄子」周佛伽管理意願不大，再經幫內幹部成員「仔仔」饒台生推薦「重重」唐重生擔任新幫主。
1997年1月，北聯幫幫主「黃毛」黃濟強因治平專案掃黑遭逮捕移送綠島監獄黃濟強配合內政部警政署辦理自首解散而宣佈辭退北聯幫幫主。表面解散的北聯幫，實際上是為躲避政府掃黑，私底下依舊持續活動。核心權力依舊由「重重」唐重生與「仔仔」饒台生等人掌控。
1999年5月27日，唐重生因與台北市南興街角頭吳明達的黑道恩怨，兩人在台北市中山區相遇後，唐重生隨即在中山區農安街巷內遭射殺，震驚社會。6月19日，北聯幫舉辦唐重生告別式，上千人黑幫份子前往弔唁。
2000年代，因黃寶鏞、唐重生相繼逝世，北聯幫重量級大哥「仔仔」饒台生因刑事案件遭警方從美國押返入獄服刑，北聯幫群龍無首的情況下由「黃毛」黃濟強竄起掌權擔任新幫主。
2001年5月24日，北聯幫份子「阿妹仔」盧文清夥同四海幫份子在台北市議員陳進棋服務處談判，雙方一言不合而開槍導致三人受傷，盧文清等人隨即畏罪潛逃。2002年11月，陳進棋在台北市北投區一家餐廳遭槍殺身亡，警方懷疑盧文清涉有重嫌，大規模掃蕩北聯幫地盤及追捕盧文清。同月盧文清投案，但否認槍殺陳進棋。最終破案，實為天道盟殺手所為。
2004年，在這劣勢的情況由幹部成員王際平擔任新幫主帶領群龍無首的北聯幫。王際平以合法掩飾非法的方式企業化經營黑幫事業，先後成立「耀鑫財務」、「網紀國際行銷」等公司從事地下錢莊、地下期貨、暴力討債及強盜恐嚇等不法勾當。 

### 近期發展
2010年，北聯幫成員300多人在京華城夜店滋事，台北市警察局全力掃蕩角頭成員。
2012年，北聯幫長期介入都更、霸佔工地恐嚇取財，使得台北市警察局針對北聯幫進行強力掃蕩。
2015年4月，北聯幫大哥「仔仔」饒台生因為行車糾紛於台北市內湖區開槍示威遭警方追緝，出境至中國大陸後隨即被警方逮捕，回國入獄。同年11月「金剛事件」，北聯幫捲進紛爭幫派有四海幫、松聯幫、竹聯幫、天道盟美鷹會，五幫派事後互嗆，差點激化成「北市黑道大戰」。
2016年，北聯幫幫主「小顧」捲進工程糾紛，與竹聯幫在台北市中山區巷內槍戰。
2017年2月3日，北聯幫副幫主「檳榔宗」陳成宗於家中猝死，在北聯幫中雖是副幫主職位，實際上卻是幫中「話事人」，行事低調。
2018年，時任幫主的「平哥」王際平，將幫主職務交棒給予綽號「安古」聶安古的幹部成員擔任新幫主。但外界普遍認為前幫主王際平依舊是在幕後掌權的幫主，新任幫主就任對北聯幫而言只是象徵性接任。
2019年6月24日，北聯幫於台北市圓山大飯店設宴席開103桌，以創幫60周年慶的名義廣邀各界人士，竹聯幫、四海幫、天道盟、松聯幫等各大幫派皆應邀出席到場參與。據知情人士經媒體披露，此次設宴除了是慶祝北聯幫創立60周年，也為大老「仔仔」饒台生出獄接風洗塵，最主要目的則是為前幫主「平哥」王際平回歸擔任新幫主的交接儀式。
2020年10月16日，北聯幫成員24歲李男接受他人以新台幣3萬元代價，涉嫌對香港反送中運動抗爭者義務律師黃國桐開設的保護傘餐廳潑糞。臺北市政府警察局依毀損、公然侮辱、恐嚇等罪嫌將李男移送台北地檢署偵訊。
2021年4月，民主進步黨台北市黨部評議委員會召集人趙映光之子趙介佑及汪軒宇被揭發是北聯幫成員，涉嫌販毒、詐欺等罪。2021年4月30日，台灣民眾黨發言人張清俊表示，趙介佑早就被警方註記為北聯幫成員，在2016年中華民國總統選舉期間擔任蔡英文台北市競選總部顧問，2016年6月6日當選民進黨台北市黨部黨代表，2019年4月涉嫌暴力討債、擄人勒贖等案件，2020年2月被依《組織犯罪條例》判刑2年4個月。2021年5月1日，民進黨台北市黨部緊急召開臨時評議委員會，選出新任評委會召集人林萬賀，決議開除趙介佑黨籍。

## 歷任幫主
- 創幫：「黃寶龍」黃寶鏞
  - 代理：「茄子」周佛伽

- 第二任：「重重」唐重生
  - 代理：「仔仔」饒台生
- 第三任：「黃毛」黃濟強
- 第四任：「小顧」顧維雄
- 第五任：「平哥」王際平
  - 代理：「檳榔宗」陳成宗、「小康」吳家康
- 第六任：「安古」聶安古
- 回任：「平哥」王際平
  - 代理：「金剛」林紹剛、「志中」陳志中

## 組織架構
依據1997年1月23日，到治安機關辦理自首脫離幫派的唐重生供詞：北聯幫設有主任委員、副主任委員、長老、中常委，下有三個堂口等語；另外，前北金堂堂主林敏郎供稱：計有北金堂、北木堂、北山堂三個堂口，成員約300人等語。北木堂副堂主陳宇旭則供稱：北聯幫組織約有3000人，主要成員及架構為老幫主黃寶鏞，二代幫主唐重生等語。
北武堂、北正會、北金堂、北木堂、北水堂、北火堂、北土堂、北龍堂、北山堂
北盛堂、北總會（淡水）；山東堂（左營區）、上海堂（苓雅區）、湖南堂（新興區）、媽祖會（北投區）、八仙會（北投）。

## 參閲
- 臺灣黑幫

## 外部連結
- 組織犯罪防制條例（页面存档备份，存于）（繁體中文）